# Муниципалитет Северных островов

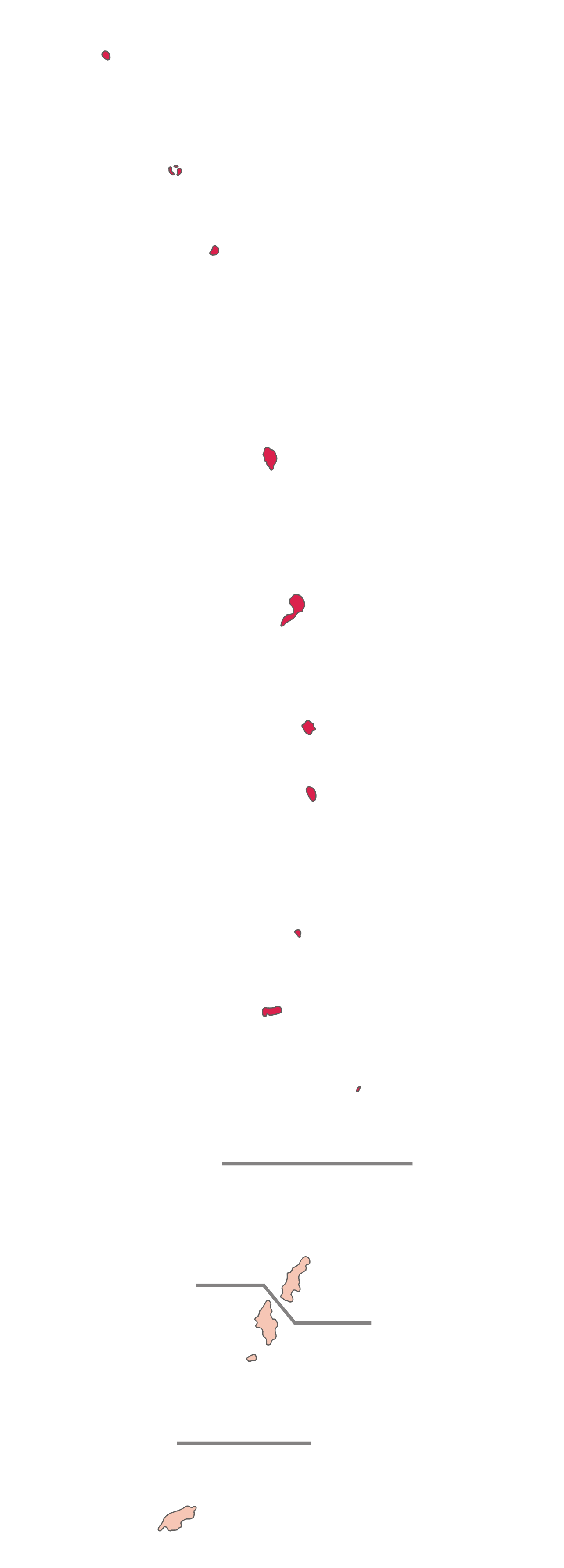
Карта четырех муниципалитетов Северных Марианских островов, где муниципалитет Северных островов (самый верхний) выделен красным

Муниципалитет Северных островов — один из четырёх основных политических подразделений Содружества Северных Марианских островов. Он состоит из длинной цепочки Северных Марианских островов, включая (с севера на юг) Фаральон-де-Пахарос, острова Мауг, Асунсьон, Агрихан, Паган, Аламаган, Гугуан, Зеландия-Бэнк, Сариган, Анатахан и Фаральон-де-Мединилья. Общая площадь островов, включая прибрежные островки и скалы, составляет 154,755 км².

## Население
По данным переписи 2010 года, муниципалитет считается необитаемым, на Пагане и Агрихане есть сезонное население. Многие жители Северных островов имеют второстепенное место жительства на Сайпане по экономическим, образовательным и другим причинам. Население некоторых островов было эвакуировано из-за вулканической активности, например, в случае с Анатаханом (2003 г.) и Паганом (начало 1980-х гг.).
Муниципалитет Северных островов, традиционно располагавшийся в деревне Шомушон на острове Паган, в настоящее время осуществляет свою деятельность «в изгнании» на Сайпане. В 2005 году в муниципалитете было подано 99 голосов. Для Палаты представителей NMI избиратели Северных островов сгруппированы с одним из округов Сайпана.

## Транспорт и связь
До большинства Северных островов можно добраться только на лодке, за исключением взлетно-посадочной полосы, обслуживающей Пэган. Телефонная связь, Интернет и электричество отсутствуют. Местные жители используют генераторы для электричества и радио для связи.

## Экономика
Сельское хозяйство и рыболовство, по сути, являются единственными видами экономической деятельности, хотя добыча пуццолана на Пагане снизилась после извержений вулкана в начале 1980-х годов.

## Образование
Ранее Содружество системы государственных школ Северных Марианских островов управляло начальной школой на Пагане до извержений 1981 года. В 1977 году в школе было всего 13 учеников. Учащиеся из Пэгана, посещающие среднюю школу, обучаются на Сайпане.